# 10050 Cielo Drive (film)
10050 Cielo Drive (Wolves at the Door) è un film del 2016 diretto da John R. Leonetti.
Il film si basa sull'eccidio di Cielo Drive a Benedict Canyon nell'agosto del 1969, fatto di cronaca nera realmente avvenuto, mescolato con elementi di finzione. Nella storia, l'attrice Sharon Tate (interpretata da Katie Cassidy) e quattro suoi amici, vengono perseguitati dai seguaci di Charles Manson che si introducono in casa loro. Nonostante non sia un capitolo del franchise è ambientato nel The Conjuring Universe.
Il film, prodotto da New Line Cinema e The Safran Company e distribuito dalla Warner Bros. Pictures, ha ricevuto pessime recensioni da parte dei critici cinematografici, generando una rara valutazione pari a 0% come indice di gradimento sull'aggregatore di recensioni Rotten Tomatoes.

## Trama
Quattro amici hanno organizzato una festa durante l'estate del 1969 al 10050 Cielo Drive, ignari che una banda di individui senza scrupoli sia pronta a trasformare il loro divertimento in una strage. Alcuni membri della Manson Family sono infatti determinati ad ucciderli uno dopo l'altro.

## Produzione
L'8 maggio 2015, fu annunciato che il regista sarebbe stato John R. Leonetti. Il copione venne descritto come "vagamente" ispirato agli omicidi della Manson Family dell'agosto 1969.

### Riprese
Le riprese principali si svolsero a Los Angeles da metà maggio alla fine di giugno del 2015.

## Colonna sonora
Toby Chu si occupò della colonna sonora del film. Chu aveva già collaborato in precedenza con il regista Leonetti, in film quali Annabelle e The Butterfly Effect 2.

## Accoglienza
Sul sito web aggregatore di recensioni Rotten Tomatoes, il film detiene un grado di approvazione dello 0% sulla base di 5 recensioni da parte di critici professionisti, con una valutazione media di 2.8 su 10. Linda Marric di HeyUGuys ha dato al film due stelle su cinque, scrivendo: "Nel complesso 10050 Cielo Drive offre alcune performance stellari e una storia veramente terrificante, ma è in gran parte affossato dall'incapacità dei suoi produttori di capire che ci sono limiti a ciò che può e non può essere mostrato sullo schermo quando si tratta di ricreare fatti di cronaca nera realmente accaduti nella vita reale". Geoffrey McNab di The Independent ha definito l'opera un film "repellente, male concepito e inutile", assegnandogli una valutazione di una stella su cinque. Anche Matthew Turner di The List ha dato al film una sola stella, definendolo "un disastro profondamente disgustoso".
Mark Kermode di The Guardian lo ha elencato al primo posto nella sua lista dei "10 peggiori film del 2017", definendolo "cattivo, banale, moralmente scorretto e drammaticamente inetto ... ", in seguito lo definì il peggior film dell'anno, il "più squallido prodotto del pur già sordido filone dei film su Manson". David Duprey di That Moment In ha dato al film due stelle su cinque, ammirando la regia di Leonetti, ma riconoscendo che il fatto che il film sia basato su eventi della vita reale è "sgradevole". Kat Hughes di The Hollywood News ha assegnato al film due stelle su cinque, definendolo "un tentativo insignificante e poco interessante di dar vita a uno dei culti più interessanti e pericolosi della storia americana".